# Melanoseps
Melanoseps es un género de lagartos perteneciente a la familia Scincidae. Se distribuyen por el África subsahariana.

## Especies
Según The Reptile Database:
- Melanoseps ater (Günther, 1873)
- Melanoseps emmrichi Broadley, 2006
- Melanoseps longicauda Tornier, 1900
- Melanoseps loveridgei Brygoo & Roux-Estève, 1982
- Melanoseps occidentalis (Peters, 1877)
- Melanoseps pygmaeus Broadley, 2006
- Melanoseps rondoensis Loveridge, 1942
- Melanoseps uzungwensis Loveridge, 1942